# دارين كامبل
دارين كامبل (بالإنجليزية: Darren Campbell) مواليد 12 سبتمبر 1973 في مانشستر، لانكشر، إنجلترا، المملكة المتحدة، هو عداء بريطاني متخصص في سباق 100 متر. مثل بلاده في الأولمبياد وحصل على الميدالية الذهبية والميدالية الفضية.

## الميداليات
| الميدالية | المسابقة                       |
| --------- | ------------------------------ |
| ذهبية     | الألعاب الأولمبية الصيفية 2004 |
| فضية      | الألعاب الأولمبية الصيفية 2000 |
| فضية      | بطولة العالم لألعاب القوى 1999 |
| برونزية   | بطولة العالم لألعاب القوى 1997 |
| برونزية   | بطولة العالم لألعاب القوى 2003 |
| ذهبية     | بطولة أوروبا لألعاب القوى 1998 |
| ذهبية     | بطولة أوروبا لألعاب القوى 1998 |
| ذهبية     | بطولة أوروبا لألعاب القوى 2006 |
| فضية      | بطولة أوروبا لألعاب القوى 2002 |
| ذهبية     | دورة ألعاب الكومنولث 1998      |
| ذهبية     | دورة ألعاب الكومنولث 2002      |
| برونزية   | دورة ألعاب الكومنولث 2002      |

## روابط خارجية
- دارين كامبل على موقع الاتحاد الدولي لألعاب القوى (الإنجليزية)
- دارين كامبل على موقع أوليمبيديا (الإنجليزية)
- دارين كامبل على موقع اللجنة الأولمبية البريطانية (الإنجليزية)
- دارين كامبل على موقع اتحاد ألعاب الكومنولث (مؤرشف) (الإنجليزية)
- دارين كامبل على موقع دورة ألعاب الكومنولث 2006 (مؤرشف) (الإنجليزية)